# Grens tussen Québec en Newfoundland en Labrador

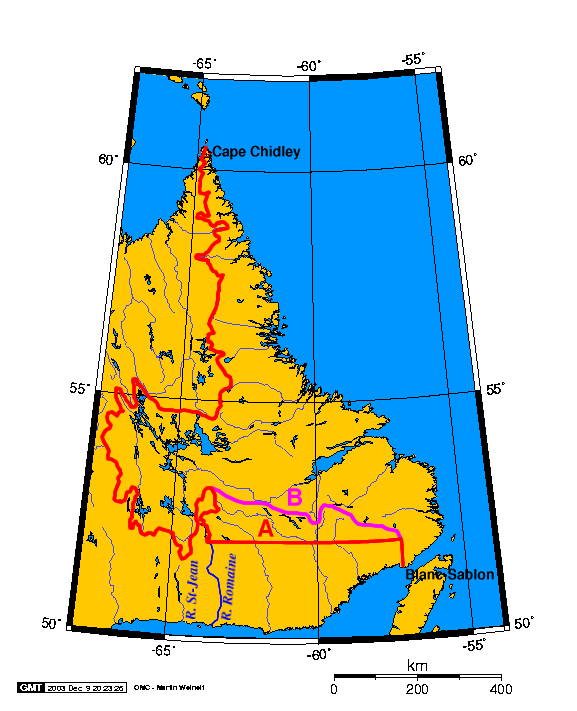
De in 1927 bepaalde grens tussen beide provincies (A; rood) en de alternatieve grens die Québec naar voren schuift (B; roze)

De grens tussen Québec en Newfoundland en Labrador scheidt de provincie Québec en de provincie Newfoundland en Labrador van elkaar in Canada. Met een afstand over land van ruim 3500 km is het bij verre de langste interprovinciale grens in Canada.
De grens volgt grotendeels de Laurentische waterscheiding tussen de Hudsonbaai en de Atlantische Oceaan doorheen het binnenland van het schiereiland Labrador. Daarna schakelt hij over op de waterscheiding tussen de Saint Lawrence en de Atlantische Oceaan, tot aan de rivier de Romaine. Die volgt hij bijna 200 km in zuidelijke richting, om uiteindelijk de 52e breedtegraad noord oostwaarts te gaan volgen. Na net geen 460 km bereikt de grens de lengtegraad nabij de plaats Blanc-Sablon, de welke hij kort zuidwaarts volgt tot aan de kust.
De grens is reeds meer dan een eeuw een twistappel tussen beide gebieden, waarbij het standpunt van Newfoundland en Labrador echter de steun krijgt van de Canadese federale overheid.

## Totstandkoming van de grens
De grens tussen beide gebieden was nooit duidelijk bepaald. Dit maakte tot een eind in de 19e eeuw in se weinig uit daar enkel de kust door Europeanen gefrequenteerd werd en het binnenland van Labrador tot dan onontgonnen terrein was gebleven.
Na vele decennia van onduidelijkheid brak er in 1902 voor het eerst een conflict uit tussen Québec (toen een deel van het Britse dominion Canada) en de Britse Kolonie Newfoundland. Québec stelde dat Newfoundland enkel recht had op het kustgebied van Labrador, terwijl Newfoundland het volledige Atlantische drainagebekken van Labrador claimde. 
In 1927 kwam het conflict uiteindelijk voor het Privy Council van het Verenigd Koninkrijk, daar zowel Canada als Newfoundland deel van dat koninkrijk waren. De uiteindelijke beslissing bepaalde de grens als
[...] een lijn recht naar het noorden getrokken vanaf de oostelijke grens van de baai of haven van Anse Sablon tot aan de 52e breedtegraad noord, en vandaar westwaarts langs die parallel tot aan de rivier Romaine, en dan noordwaarts langs de linker- of oostelijke oever van die rivier en haar hoofdwater naar hun bron en vandaar recht naar het noorden tot de top van de waterscheiding of de hoogte van het land daar, en van daar westwaarts en noordwaarts, de waterscheiding volgend van de rivieren die stromen in de Atlantische Oceaan tot aan Cape Chidley [...]
Het Privy Council volgde dus het standpunt van Newfoundland en kende de kolonie grotendeels het drainagebekken van de Atlantische Oceaan op Labrador toe. De grens bij Anse Sablon kwam wel anderhalve kilometer oostelijker te liggen, waardoor op dat vlak Canada wel zo'n 160 km² aan grondgebied won. 
In 1949 trad Newfoundland toe tot de Canadese Confederatie. De Newfoundland Act stipuleerde toen dat de Privy Council-beslissing van 1927 geldig was en de in die beslissing bepaalde internationale grens vanaf dan een binnenlandse Canadese grens werd.

## Grensconflict
In de 21e eeuw wordt de politieke en algemene relatie tussen beide provincies vaak "de meest ongemakkelijke" binnen Canada genoemd, met het langslepende grensconflict (en het eveneens langslepende energieconflict met betrekking tot de waterkrachtcentrale Churchill Falls) als belangrijkste oorzaken. Zeker in de maatschappij van Newfoundland en Labrador heerst er een diepe scepsis en wantrouwen ten aanzien van de bedoelingen van de Québecse overheid.

### Demarcatieproblemen
Het belangrijkste twistpunt van Québec is het feit dat tussen de rivier de Romaine en de lengteligging van Anse Sablon de grens de 52e breedtegraad volgt en níet de waterscheiding tussen de Saint Lawrence en de oceaan. Hierdoor kende men op dat vlak meer toe aan Newfoundland dan waar de kolonie om gevraagd had, hetgeen volgens Québecse critici duidelijk een zogenaamde ultra petita beslissing is. Juridische experts geven aan dat dit argument mogelijks juridische waarde kan hebben, maar dat enkel een politieke eerder dan een juridische beslissing dit kan oplossen.
Een ander demarcatieprobleem bevindt zich in het westen. Daar zijn er immers zowel polyrheïsche gebieden (die tot beide drainagebekkens tegelijk behoren) als arheïsche gebieden (die tot geen van beide drainagebekkens behoren). Hierdoor is de beslissing op dat vlak onvoldoende om op alle plaatsen een exacte grens te bepalen en is dus een politiek demarcatieakkoord nodig.

### Standpunt van Canada en van Newfoundland en Labrador
De overheid van Newfoundland en Labrador heeft als standpunt dat de Privy Council-beslissing van 1927 volledig juridisch van kracht is. Hierin delen ze ook het standpunt van de federale overheid van Canada. Newfoundland en Labrador haalt ook naar voren dat het feit dat Québec niet protesteerde bij de toetreding van Newfoundland tot de Confederatie in 1949 neerkomt op een stilzwijgend akkoord met betrekking tot de beslissing van 1927.
Nadat Québec in 2007 voor de zoveelste keer een kaart publiceerde waarop hun versie van de grens naar voren geschoven werd, reageerde de Newfoundlandse en Labradorse minister van intergouvernementele zaken John Ottenheimer als volgt:
Onze provincie heeft Québec in het verleden over deze kwestie geschreven, maar we nemen genoegen met het feit dat de grondwet aan onze kant staat en dat de wet aan de kant van deze provincie staat, en wij weten waar de grens is.
In officiële Canadese landkaarten wordt de grens ook vastgesteld als gelegen zijnde op de 52e breedtegraad noord.

### Standpunt van Québec

Weergave van een van de manieren waarop de Québecse overheid kaarten weergeeft, met inkleuring van het Saint Lawrence-drainagegebied ten noorden van de 52e breedtegraad noord

Hoewel Canada de grens tussen Québec en Newfoundland officieel erkende bij de toetreding van Newfoundland in 1949, haalt Québec aan dat er nooit een Québecse overheid was die deze grens officieel ratificeerde. Een van de theorieën die vaak naar voren geschoven wordt is dat er een belangenconflict was binnen het Privy Council. Zo stond Newfoundland als kolonie onder grotere invloed van het VK dan Canada als Dominion en zou het dus voor het VK interessanter geweest zijn om Newfoundland te bevoordelen. Andere theorieën zijn Britse belangen in mijnbouwbedrijven of de vooraf bepaalde wil van de Britten om Newfoundland een ultra petita-oordeel te gunnen. Deze ideeën zijn levendig in de Québecse maatschappij.
René Lévesque, oprichter van de nationalistische Parti Québécois in de jaren 1970, noemde de beslissing "juridische diefstal" en "juridische bezetting". Toen de provincie Newfoundland haar naam in 2001 officieel wijzigde naar "Newfoundland en Labrador" raakte dit een gevoelige snaar bij de Québecse overheid, die in een officieel communiqué meedeelde dat de overheid van Newfoundland en Labrador hen duidelijk gemaakt had dat het louter een symbolische naamsverandering betrof die geen enkele territoriale claim inhield. De ministers Jacques Brassard en Joseph Facal maakten daarin duidelijk dat het standpunt van de Québecse overheid geenszins veranderd was.
Op door de Québecse overheid voor allerhande redenen uitgevaardigde kaarten wordt erop gehamerd om de grens tussen Québec en Labrador visueel in twijfel te trekken, bijvoorbeeld door de grens anders aan te duiden dan andere interprovinciale grenzen of door het kleurverschil tussen Québec en Labrador minder uitgesproken te maken als tussen andere provincies. Op officiële landkaarten laat Québec vaak de melding "deze grens is niet definitief" plaatsen bij de door Canada erkende grens en duiden ze ook de door hen naar voren geschoven grens aan. Hoewel deze kaarten officiële kaarten van de Québecse overheid zijn, houden ze verder echter geen juridische waarde.
De meeste juridische experten categoriseren de juridische argumenten van Québec als dubieus. Onbewezen theorieën dat het Privy Council partijdig zou geweest zijn, kunnen volgens hen geen aanleiding geven tot een herziening van de beslissing (die volledig juridisch van kracht is). Wel schuiven sommigen naar voren dat het argument van ultra petita wel enige verdienste kan hebben, zij het voor het bekomen van een politiek akkoord eerder dan een juridische weerlegging. Henri Dorion haalt ook naar voren dat in sommige instanties in het verleden Québec impliciet de door Canada erkende grens erkend heeft, bijvoorbeeld in een rechtszaak met betrekking tot de Iron Ore Company of Canada.

## Beschrijving van het betwist grondgebied
Het door beide provincies betwist grondgebied heeft een oppervlakte van bijna 30.000 km². Het heeft van west naar oost een lengte van ruim 450 km en van noord naar zuid een breedte variërend van zo'n 35 tot 100 km.
Het volledig gebied is onbewoond en bestaat voornamelijk uit boreale wouden die behoren tot het traditionele gebied van de inheemse Innu. Er bevinden zich honderden meren en ook tientallen rivieren, waaronder de Joir, de Little Mecatina (Pétit Mecatina) en de Pakut-shipu (Saint-Augustin).
De Saint-Augustin is de enige rivier die onderdoor de Trans-Labrador Highway (TLH) stroomt en van daaruit richting Québec. Hierdoor behoort ook een 20 km lang tracé van Route 510 tot de Québecse claims. Direct ten westen ervan liggen nog twee stukjes van de TLH, van respectievelijk 3 km en 2 km lengte, die eveneens geclaimd worden als gelegen zijnde binnen het stroomgebied van de Joir. Behalve deze drie relatief korte en zeer afgelegen stukken van de Trans-Labrador Highway is er geen enkele wegverbinding naar het door Québec geclaimde gebied.